# Chaparral, Tamaulipas
Chaparral är en ort i Mexiko.   Den ligger i kommunen Tula och delstaten Tamaulipas, i den centrala delen av landet, 400 km norr om huvudstaden Mexico City. Chaparral ligger 1 244 meter över havet och antalet invånare är 145.
Terrängen runt Chaparral är kuperad norrut, men söderut är den platt. Runt Chaparral är det glesbefolkat, med 10 invånare per kvadratkilometer. Närmaste större samhälle är Tula, 12,6 km söder om Chaparral. Omgivningarna runt Chaparral är i huvudsak ett öppet busklandskap.